# Irans herrlandslag i handboll
Irans herrlandslag i handboll representerar Iran i handboll på herrsidan.

## Turneringsresultat

### Asiatiska mästerskap
- 1989: 8:e plats
- 1991: 11:e plats
- 1993: 9:e plats
- 2000: 5:e plats
- 2002: 5:e plats
- 2004: 7:e plats
- 2006: 4:e plats
- 2008: 4:e plats
- 2010: 7:e plats

### Asiatiska spelen
- 1986: 5:e plats
- 1998: 4:e plats
- 2006:  Brons

### Västasiatiska spelen
- 2002: 4:e plats
- 2005:  Brons